# 初夢
初夢（はつゆめ）とは、新年のある夜に見る夢。この夢の内容で、1年の吉凶を占う風習がある。
字義どおりに新年最初に見る夢ではあるが、「大晦日の夜から元日の朝」「元日の夜から2日朝」「2日夜から3日朝」の3つの説が混在する。

## 日付
文献での初夢の初出は、鎌倉時代の『山家集』春　にある。すなわち「年くれぬ　春来べしとは　思ひ寝む　まさしく見えて　かなふ初夢」。ここでは、暦上の新年とは無関係に、節分から立春の夜に見る夢を初夢としている。この時代は、初夢に限らず、立春を新年の始まりと考えることが多かった。
その後、暦上の元日を新年の始まりと考えるようになったが、単純に、大晦日から元日の夜に見る夢が必ずしも初夢とはならず、江戸時代には「大晦日から元日」「元日から2日」「2日から3日」の3つの説が現れた。「元日から2日」は、大晦日から元日にかけての夜は眠らない風習ができたことが理由とされる。「2日から3日」の由来ははっきりしないが、書初めや初商いなど多くの新年の行事が2日に行われるようになったのに影響されたためとも言われる。
江戸時代後期には「2日から3日」が主流となったが、明治の改暦後は、「元日から2日」とする人が多くなった。

## 風習

### 宝船の絵
室町時代ごろから、良い夢を見るには、七福神の乗っている宝船の絵に「なかきよの とおのねふりの みなめさめ なみのりふねの おとのよきかな（長き夜の 遠の眠りの 皆目覚め 波乗り船の 音の良きかな）」という回文の歌を書いたものを枕の下に入れて眠ると良いとされている。これでも悪い夢を見た時は、翌朝、宝船の絵を川に流して縁起直しをする。

### 一富士二鷹三茄子
初夢に見ると縁起が良いものを表すことわざに「一富士二鷹三茄子（いちふじ にたか さんなすび）」がある。
江戸時代に最も古い富士講組織の一つがあった「駒込富士神社」の周辺に鷹匠屋敷（現在の駒込病院)があり、駒込茄子が名産であったため、当時の縁起物として「駒込は一富士二鷹三茄子」と川柳に詠まれた（富士信仰も参照）。
その他にこの3つの組み合わせは、『狂歌・家つと』、『続五元集』、『狂歌・巴人集』、『譬喩尽』、『黄表紙・盧生夢魂其前日』、『笈埃随筆』、『嬉遊笑覧』、『甲子夜話』、『俚言集覧』などの文献資料に記載されており、江戸時代初期にはすでにあり、それぞれの起源は次のような諸説がある。
- 徳川家縁の地である駿河国での高いものの順。富士山、愛鷹山、初物のなすの値段（『甲子夜話』）
- 富士山、鷹狩り、初物のなすを徳川家康が好んだことから（『史疑 徳川家康事績』）
- 富士は日本一の山、鷹は賢くて強い鳥、なすは事を「成す」
- 富士は「無事」、鷹は「高い」、なすは事を「成す」という掛け言葉
- 富士は曾我兄弟の仇討ち（富士山の裾野）、鷹は忠臣蔵（主君浅野家の紋所が鷹の羽）、茄子は鍵屋の辻の決闘（伊賀の名産品が茄子）[要出典]とする説もあるらしいが、茄子は伊賀の名産ではない（伊賀牛やメロンについての文献での記載はあるが、茄子の記述は皆無）[5]。また、源頼朝にまで曾我兄弟の刃は向けられており、正月の吉事とするには決してめでたくない。また二つ巴（大石）なら義挙だが、違い鷹（浅野）は天皇陛下からの勅使を私怨で饗応放棄しており不敬で[6]、吉兆の対極にある。
  - 元禄赤穂事件に限れば、吉良義央を守って討たれた小林央通の曾孫（葛飾北斎）は富士山の浮世絵で有名[7]。吉良の子孫が治めた置賜では、江戸時代から令和の御代まで鷹の彫刻（上杉鷹山は「笹野一刀彫」を魔除けとして推奨した。大日本帝国『国定修身教科書』明治三十七年から）が名産品[8]。吉良町を含む西尾市には西尾市茄子組合があり、西三河茄子が古くから生産され、毎年茄子品評会が行われている[9]。

#### 四以降
四以降については地域・文献などからいくつか存在しており、それについても諸説ある。
四扇（しおうぎ、しせん、よんせん）、五煙草（多波姑）（ごたばこ）、六座頭（ろくざとう）
「俚言集覧」に記載があり、同内容を挙げた辞典類の多くはこれを出典としている。一説として、一富士二鷹三茄子と四扇五煙草六座頭はそれぞれ対応しており、富士と扇は末広がりで子孫や商売などの繁栄を、鷹と煙草の煙は上昇するので運気上昇を、茄子と座頭は毛が無く、「毛がない＝怪我ない」との連想から家内安全を意味しているというものがある。
四（または五）を「葬式・葬礼」としたもの
- 四そうろう（葬礼）に五せっちん（雪隠、便所） / 四葬式、五雪隠 / 四雪隠、五葬式
- 四葬礼、五糞
- 四に葬式、五に火事 / 四葬式、五火事

俗信により、逆夢としたり、予兆としたり、内容によって良悪が違うなど、いくつかの解釈がある。

### 七以降
七丁髷、八薔薇、九歌舞伎という説があるが、これは後付けであるという見解が有力である。